# Bulweria bifax
La berta di Olson o petrello di Sant'Elena minore (Bulweria bifax Olson, 1975) era un uccello della famiglia Procellariidae.
Endemico dell'Isola di Sant'Elena, si estinse probabilmente poco dopo la scoperta dell'isola nel 1502.